# Nantes-Segré
Nantes-Segré est une course cycliste française disputée au mois de mars entre les communes de Petit-Mars (Loire-Atlantique) et Segré (Maine-et-Loire), en région Pays de la Loire. Créée en 1980, elle est organisée par l'ESSHA Segré Cyclisme. 
Cette épreuve fait partie du calendrier national de la Fédération française de cyclisme. Elle compte à son palmarès des cyclistes français réputés comme Marc Madiot ou Thomas Voeckler,. 
En 2020, la course est promue dans le calendrier de la Coupe de France DN1. Cette édition est d'abord annulée en raison de la pandémie de Covid-19. Elle est finalement déplacée au mois d'octobre. 

## Palmarès
| Année | Vainqueur              | Deuxième              | Troisième            |
| ----- | ---------------------- | --------------------- | -------------------- |
| 1980  | Marc Madiot            | Félix Urbain          | Philippe Provost     |
| 1981  | Yves Vincent           | Christian Bertin      | Richard Tremblay     |
| 1982  | Gilles Métriau         | Christian Ardouin     | Gabriel Dupas        |
| 1983  | Yvon Madiot            | Gilles Métriau        | Philippe Pitrou      |
| 1984  | Jean-Louis Bouhier     | Marc Guénégou         | Marc Le Bot          |
| 1985  | Gilles Métriau         | Chris White           | Alain Gicquiaud      |
| 1986  | Éric Gibeaux           | Roland Gaucher        | Félix Urbain         |
| 1987  | Thierry Lézin          | Michel Larpe          | Fabrice Marchais     |
| 1988  | Thierry Barrault       | Petr Vopálka          | Bernard Jousselin    |
| 1989  | Didier Pasgrimaud      | Christian Jany        | Alain Jiaigre        |
| 1990  | Philippe Dalibard      | Marc Hibou            | Pascal Deramé        |
| 1991  | Denis Leproux          | Laurent Huger         | Nicolas Aubier       |
| 1992  | Zdzisław Wrona         | Pascal Churin         | Pierrick Gillereau   |
| 1993  | Jean-Christophe Currit | Marc Hibou            | Frédéric Delalande   |
| 1994  | Andy Hurford           | Sébastien Guénée      | Freddy Arnaud        |
| 1995  | Freddy Arnaud          | Frédéric Delalande    | Denis Leproux        |
| 1996  | Grégory Galbadon       | Vincent Marchais      | Patrice Cossard      |
| 1997  | Franck Champeymont     | Christophe Leroscouet | Samuel Plouhinec     |
| 1998  | Tim Christopher        | Christophe Thébault   | Yvonnick Bolgiani    |
| 1999  | Thomas Voeckler        | Jan Korzyniewski      | Vincent Marchais     |
| 2000  | Stéphane Simon         | Denis Salmon          | Anthony Rivière      |
| 2001  | Freddy Bichot          | Tony Macé             | Adrian Cagala        |
| 2002  | Jérémy Roy             | Dominique David       | Frédéric Mathiot     |
| 2003  | Stéphane Conan         | Nicolas Crosbie       | Salva Vilchez        |
| 2004  | Anthony Boyer          | Nikolas Cotret        | Franck Bigaud        |
| 2005  | Christophe Diguet      | Franck Bigaud         | Tarmo Raudsepp       |
| 2006  | Franck Charrier        | Florian Hervo         | Julien Belgy         |
| 2007  | Kévin Cherruault       | Stéphane Bonsergent   | Yvan Sartis          |
| 2008  | Kévin Cherruault       | Julien Foisnet        | Franck Charrier      |
| 2009  | Julien Gonnet          | Flavien Tortay        | Mickaël Larpe        |
| 2010  | Angélo Tulik           | Nicolas Edet          | Julien Foisnet       |
| 2011  | Franck Charrier        | Mickaël Renou         | Théo Vimpère         |
| 2012  | Pierre Gouault         | Étienne Briard        | Benoît Jarrier       |
| 2013  | Guillaume Thévenot     | Yannis Yssaad         | Romain Cardis        |
| 2014  | Romain Guyot           | Luc Tellier           | Douglas Dewey        |
| 2015  | Romain Guyot           | Jayson Rousseau       | Romain Cardis        |
| 2016  | Paul Ourselin          | Thomas Brebant        | Charles Herbert      |
| 2017  | Yoann Paillot          | Erwan Brenterch       | Simon Sellier        |
| 2018  | David Boutville        | Kévin Lebreton        | Valentin Bricaud     |
| 2019  | Mickaël Guichard       | Bryan Alaphilippe     | Nicolas Debeaumarché |
| 2020  | Jason Tesson           | Karl Patrick Lauk     | Louis Lapierre       |
| 2021  | Jérémy Roma            | Maxime Gressier       | Thomas Bonnet        |
| 2022  | Thomas Bonnet          | Nolann Mahoudo        | Victor Bohal         |
| 2023  | Lucas Boniface         | Alexis Pierre         | Camille Batista      |
| 2024  | Jocelyn Baguelin       | Alexis Pierre         | Hans Rullier         |
| 2025  | Alan Villemin          | Anatole Leboucher     | Julien Jamot         |